# Giovanni Dandolo
Giovanni Dandolo – doża Wenecji od 1280 do 1289.